# Lonicera tschonoskii
Lonicera tschonoskii är en kaprifolväxtart som beskrevs av Carl Maximowicz. Lonicera tschonoskii ingår i släktet tryar, och familjen kaprifolväxter. Inga underarter finns listade i Catalogue of Life.

## Bildgalleri

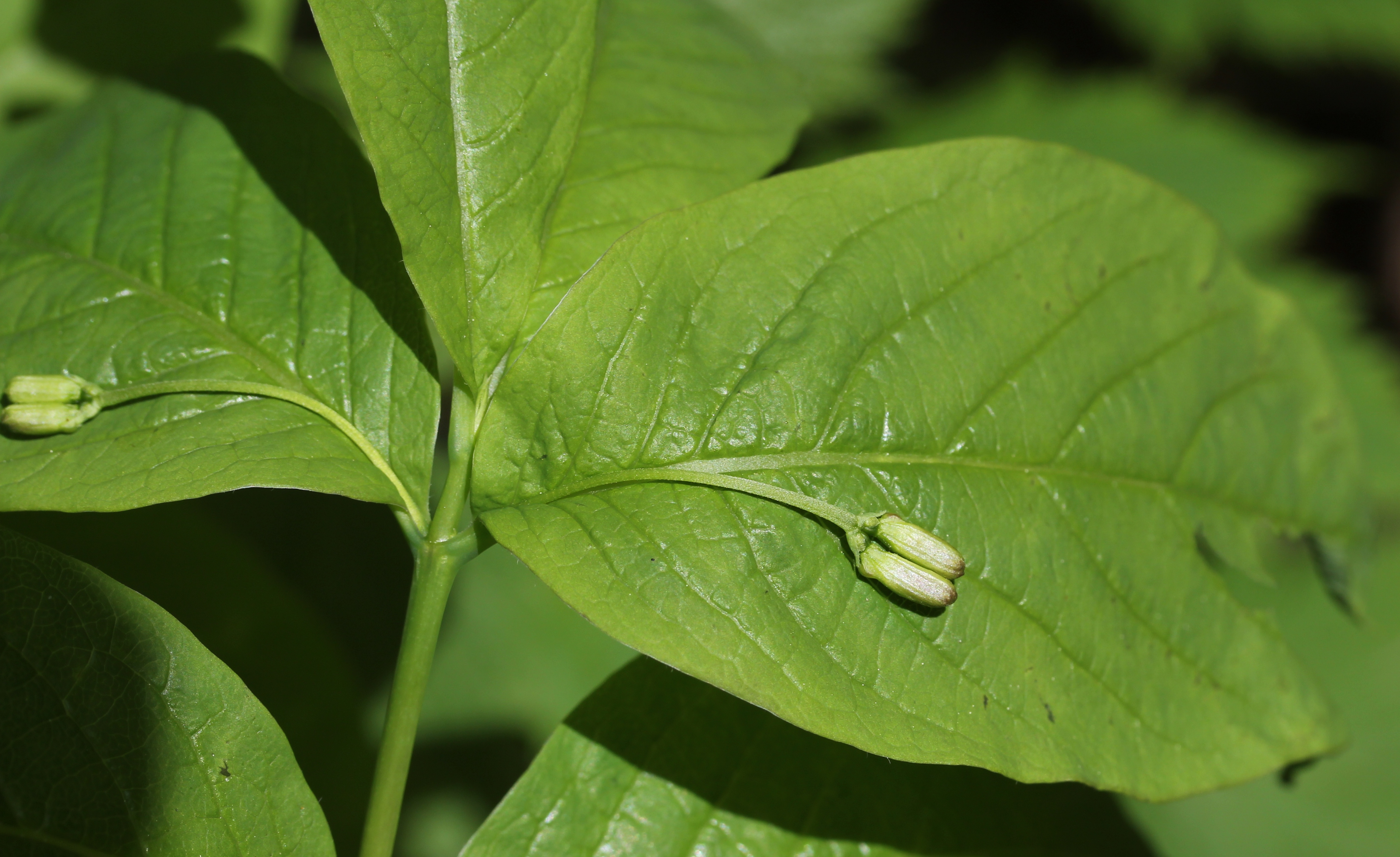
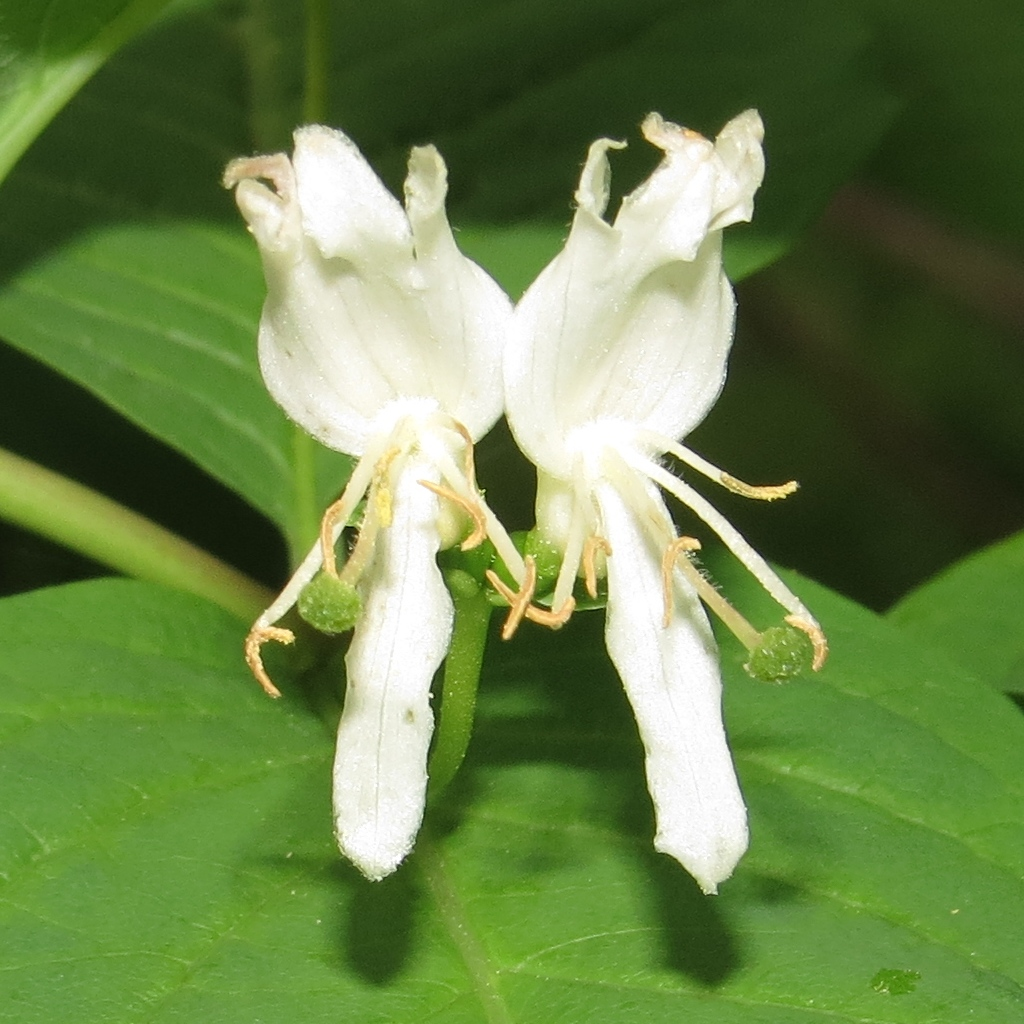
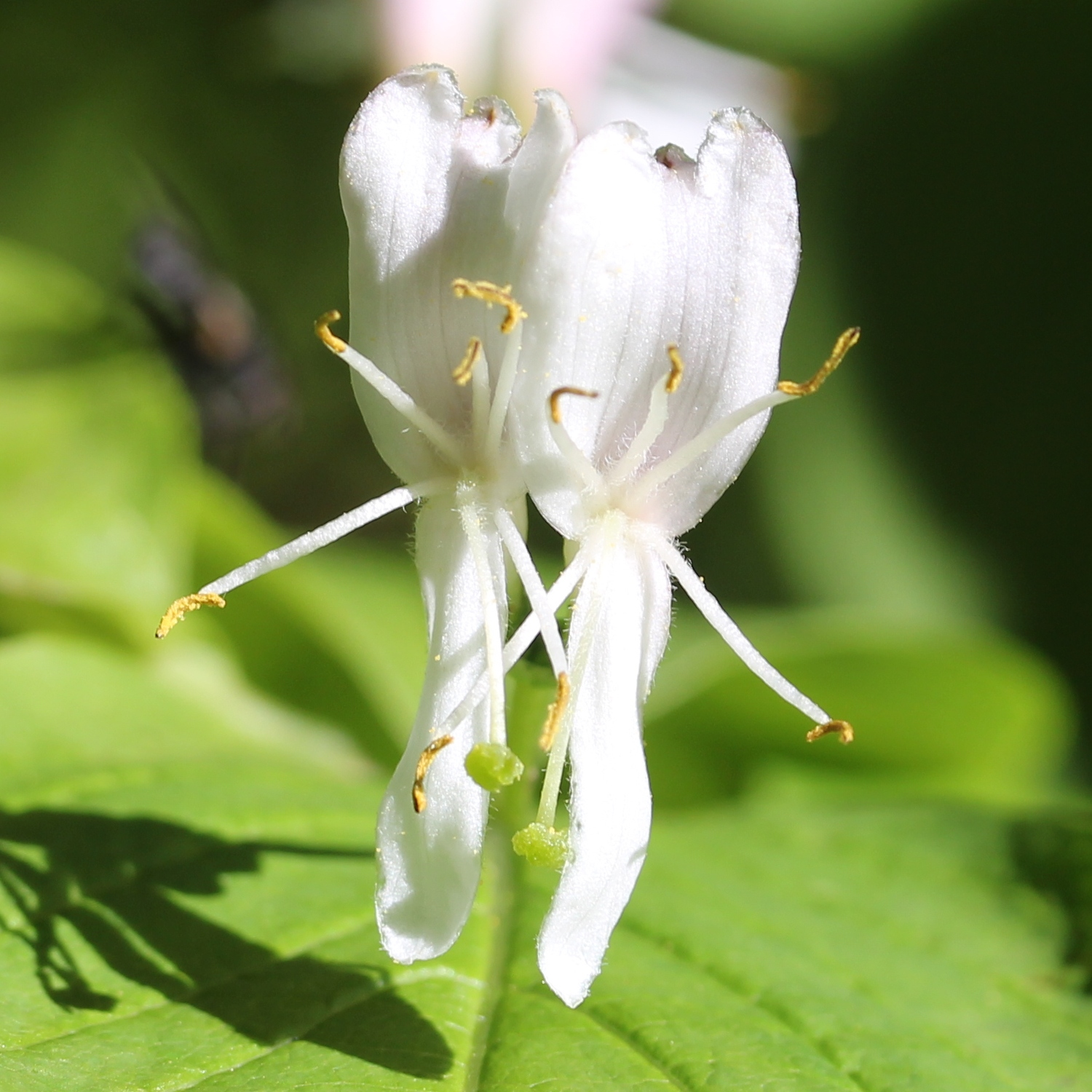
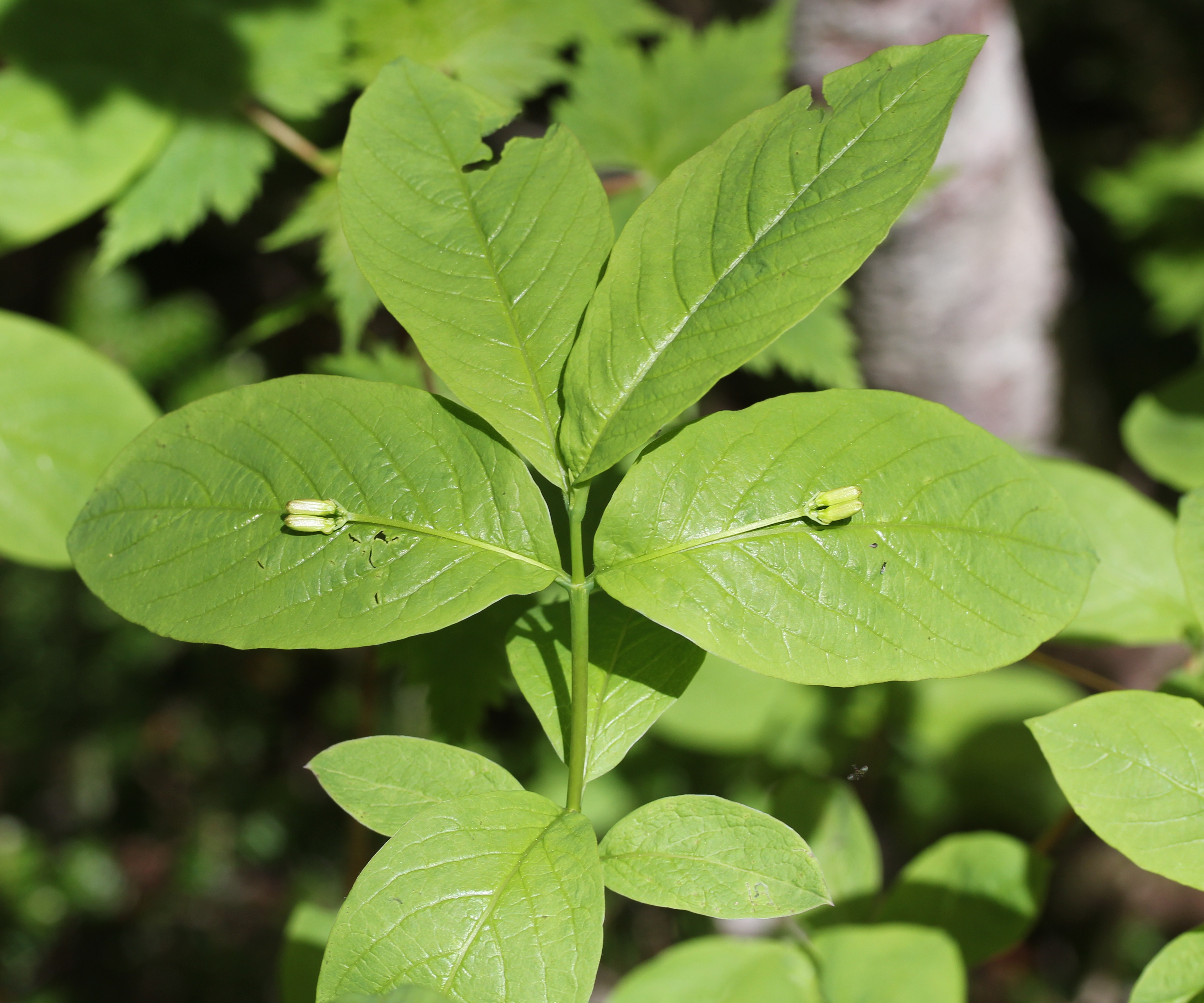
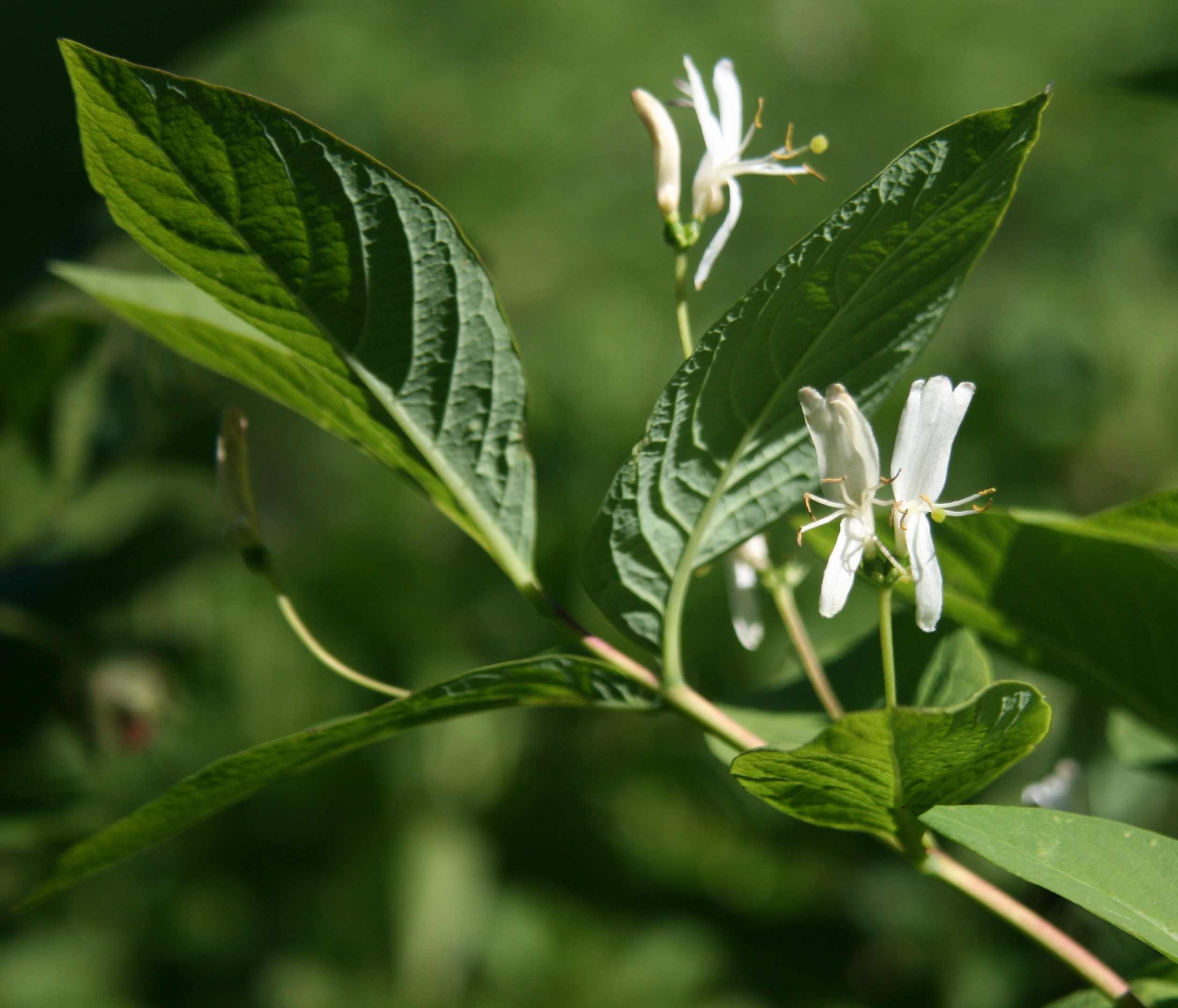
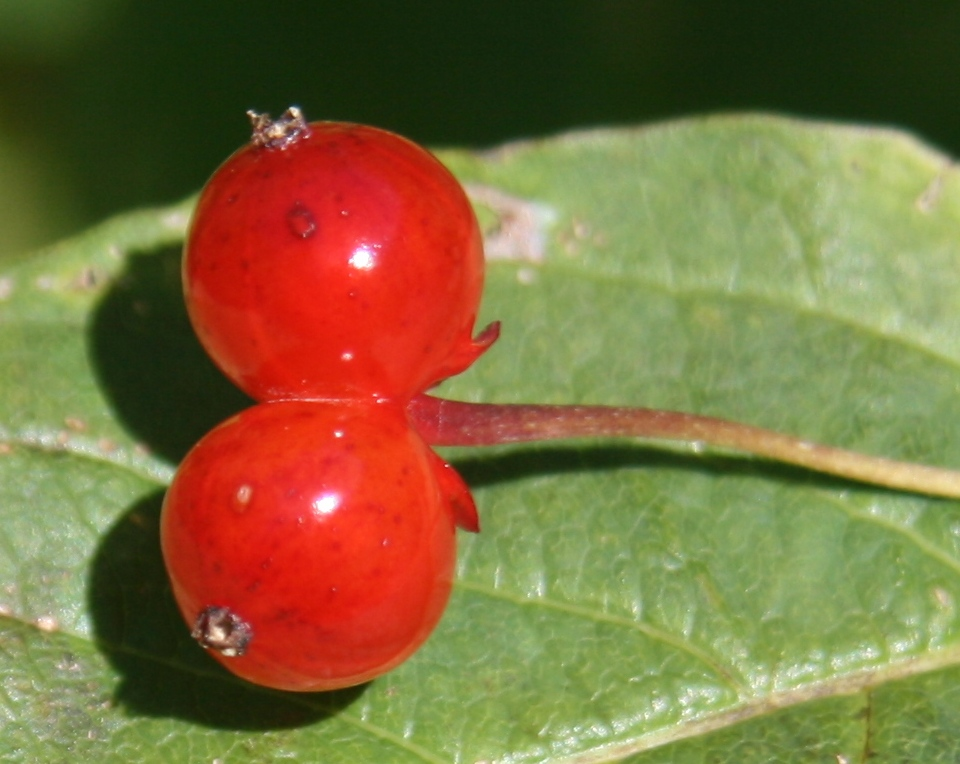